# Tootsie
Tootsie je americká filmová komedie z roku 1982 režiséra Sydneyho Pollacka s Dustinem Hoffmanem v hlavní roli. Jde o typickou převlekovou situační komedii, která je založena na komické záměně mužské a ženské identity sice velmi talentovaného, jinak ale trochu neukázněného a svéhlavého a snad proto dlouho nezaměstnaného herce Michaela Dorseye, který se jednoho dne totálně promění na herečku Dorothy Michaelsovou zvanou Tootsie.

## Děj
Michael Dorsey (Dustin Hoffman) je velmi talentovaný herec, který herectví pravidelně vyučuje i své mladší kolegy, nicméně je poněkud svéhlavý a neukázněný a proto dlouho nemůže po celém New Yorku získat žádnou práci v divadle ani v televizi. Proto se jednoho dne rozhodne, že zkusí casting na postavu nové ředitelky nemocnice v jednom televizním sitcomu převlečen za ženu (shodou okolností se jedná o roli, o kterou usilovala i jeho přítelkyně). Tuto roli díky svému talentu i značně nezvyklému a originálnímu hereckému projevu nakonec skutečně získá. Postupem doby se jeho nová postava Tootsie stane mezi televizními diváky velice populární. Nicméně nová osobní identita mu způsobuje velké obtíže zejména v osobním životě a značně komplikuje život i jeho známým, přátelům a kamarádům, neboť je nutno tuto jeho proměnu neustále tajit. Při natáčení seriálu se nakonec zamiluje do své kolegyně Julie (Jessica Lange) (se kterou zprvu sdílí dámskou šatnu), stane se jejím přítelem/přítelkyní a sblíží se i s jejím otcem. Tato situace se pro něj nakonec stane natolik neúnosnou, že svoji pravou identitu vyzradí během živého vysílání jednoho z dílů seriálu. Příběh končí otevřeným happyendem, kdy Julie nakonec po delším váhání akceptuje, že její přítelkyně není žena ale muž – oba společně pak spolu odchází po ulici pryč a diskutují spolu o dámských šatech ...

## Hrají
- Dustin Hoffman – Michael Dorsey (herec) alias Dorothy Michaelsová zvaná Tootsie (herečka)
- Jessica Lange – Julie Nichols (herečka) – Zlatý glóbus za nejlepší herečku ve vedlejší roli
- Teri Garr – Sandy Lester
- Dabney Coleman – Ron Carlisle (režisér)
- Charles Durning – Leslie 'Les' Nichols
- Bill Murray – Jeff Slater (Michaelův spolubydlící)
- Sydney Pollack – George Fields (Michaelův agent)
- George Gaynes – John Van Horn
- Geena Davisová – April Page
- Doris Belack – Rita Marshall
- Ellen Foley – Jacqui
- Peter Gatto – Rick
- Lynne Thigpen – Jo
- Ronald L. Schwary – Phil Weintraub
- Debra Mooney – Mrs. Mallory